# Cheryl Carasik
Cheryl A. Carasik  (* 1952) ist eine US-amerikanische Szenenbildnerin.

## Leben
Carasik begann ihre Filmkarriere 1985 als Filmausstatterin beim Actionfilm Zeit der Vergeltung. 1988 arbeitete sie, noch als Ausstatterin, erstmals mit Tim Burton an Beetlejuice zusammen. Burton engagierte sie Anfang der 1990er Jahre für zwei seiner Filme als Szenenbildnerin, Edward mit den Scherenhänden und Batmans Rückkehr. 1996 erhielt sie für das Filmdrama Little Princess von Regisseur Alfonso Cuarón ihre erste Nominierung für den Oscar, im darauf folgenden Jahr folgte die zweite Nominierung für die Filmkomödie The Birdcage – Ein Paradies für schrille Vögel. Im selben Jahr arbeitete sie erstmals mit Barry Sonnenfeld, der sie in der Folge für mehrere seiner Filme engagierte; darunter Men in Black und Lemony Snicket – Rätselhafte Ereignisse für die Carasik jeweils eine weitere Oscarnominierung erhielt. Mitte der 2000er Jahre wirkte sie an den Piratenfilmen Pirates of the Caribbean – Fluch der Karibik 2 und Pirates of the Caribbean – Am Ende der Welt mit und erhielt 2007 ihre fünfte Nominierung für den Oscar. Den Preis konnte sie jedoch nie entgegennehmen.

## Filmografie (Auswahl)
- 1985: Zeit der Vergeltung (The Legend of Billie Jean)
- 1987: The Lost Boys
- 1988: Beetlejuice (Beetle Juice)
- 1989: Ghostbusters II
- 1990: Edward mit den Scherenhänden (Edward Scissorhands)
- 1992: Batmans Rückkehr (Batman Returns)
- 1994: Wyatt Earp – Das Leben einer Legende (Wyatt Earp)
- 1995: Little Princess (A Little Princess)
- 1996: The Birdcage – Ein Paradies für schrille Vögel (The Birdcage)
- 1997: Men in Black
- 1998: Mit aller Macht (Primary Colors)
- 1999: Wild Wild West
- 2001: K-PAX – Alles ist möglich (K-PAX)
- 2002: Men in Black II
- 2003: Hulk
- 2004: Lemony Snicket – Rätselhafte Ereignisse (Lemony Snicket's A Series of Unfortunate Events)
- 2006: Pirates of the Caribbean – Fluch der Karibik 2 (Pirates of the Caribbean: Dead Man's Chest)
- 2007: Pirates of the Caribbean – Am Ende der Welt (Pirates of the Caribbean: At World's End)
- 2009: State of Play – Stand der Dinge (State of Play)
- 2011: Larry Crowne
- 2012: Abraham Lincoln Vampirjäger (Abraham Lincoln: Vampire Hunter)
- 2013: Lone Ranger (The Lone Ranger)
- 2014: Der Richter – Recht oder Ehre (The Judge)

## Auszeichnungen
- 1996: Oscarnominierung für Little Princess
- 1997: Oscarnominierung für The Birdcage – Ein Paradies für schrille Vögel
- 1998: Oscarnominierung für Men in Black
- 2005: Oscarnominierung für Lemony Snicket – Rätselhafte Ereignisse
- 2007: BAFTA-Nominierung für Pirates of the Caribbean – Fluch der Karibik 2
- 2007: Oscarnominierung für Pirates of the Caribbean – Fluch der Karibik 2